# 裂谷怪物
裂谷怪物（英语：Rift Valley Monster）是一种出没于东非大裂谷的神秘生物。

## 样貌
裂谷怪物通常被描述为长有帆状多刺背鳍、长有鳞片、以四足或双足行走的生物。依据背鳍的描述，一些猜测认为这可能是异齿龙或棘龙。但一些研究者怀疑目击报告的真实性，认为肯尼亚不可能存在这样的生物。

## 可能的解释
《动物星球》电视节目《河中巨怪》第二季第六集"Rift Valley Killers"曾指出裂谷怪物可能是尼罗河尖吻鲈。